# Марини, Марино (архиепископ)
Марино Марини (итал. Marino Marini; 8 марта 1804, Асколи-Пичено, Папская область — 15 апреля 1885, там же) — итальянский прелат и папский дипломат. Титулярный архиепископ Пальмиры с 19 июня 1857 по 27 марта 1865 и с 17 октября 1871 по 15 апреля 1885. Апостольский делегат в Аргентине, Боливии, Парагвае, Уругвае и Чили с 14 августа 1857 по 27 марта 1865. Епископ-архиепископ Орвьето с 7 марта 1865 по 15 октября 1871. Секретарь Священной Конгрегации чрезвычайных церковных дел с 13 марта 1868 по 25 сентября 1875. Субститут Государственного секретариата Святого Престола с 13 марта 1868 по 23 сентября 1875.